# Zaklików
Zaklików é um município da Polônia, na voivodia da Subcarpácia e no condado de Stalowa Wola. Estende-se por uma área de 11,42 km², com 2 979 habitantes, segundo os censos de 2019, com uma densidade de 260,86 hab/km².